# Гаоань
Гаоа́нь (кит. упр. 高安, пиньинь Gāo'ān) — городской уезд городского округа Ичунь провинции Цзянси (КНР).

## История
Во времена империи Хань в 201 году до н. э. в этих местах был создан уезд Цзяньчэн (建成县). После основания империи Тан из-за практики табу на имена, так как название уезда записывалось точно также, как и личное имя Ли Цзяньчэна (которого объявили наследником престола), уезд был переименован в Гаоань (高安县).
В эпоху Пяти династий и десяти царств в 952 году, когда эти места находились в составе государства Южная Тан, была образована Юньчжоуская область (筠州), власти которой разместились в уезде Гаоань. Во времена империи Сун из-за того, что название области звучало точно так же, как и личное имя взошедшего на престол Чжао Юня, Юньчжоуская область была в 1225 году переименована в Жуйчжоускую область (瑞州). После монгольского завоевания и образования империи Юань Жуйчжоуская область была преобразована в Жуйчжоуский регион (瑞州路). После свержения власти монголов и основания империи Мин Жуйчжоуский регион был преобразован в Жуйчжоускую управу (瑞州府). После Синьхайской революции в Китае была проведена реформа структуры административного деления, в ходе которой управы были упразднены, поэтому в 1913 году Жуйчжоуская управа была расформирована.
После образования КНР в 1949 году был образован Специальный район Наньчан (南昌专区) и уезд вошёл в его состав. 8 декабря 1958 года власти Специального района Наньчан переехали из города Наньчан в уезд Ичунь, и Специальный район Наньчан был переименован в Специальный район Ичунь (宜春专区).
В 1970 году Специальный район Ичунь был переименован в Округ Ичунь (宜春地区).
Постановлением Госсовета КНР от 8 декабря 1993 года уезд Гаоань был преобразован в городской уезд.
Постановлением Госсовета КНР от 22 мая 2000 года округ Ичунь был преобразован в городской округ.

## Административное деление
Городской уезд делится на 2 уличных комитета, 19 посёлков и 2 волости.